# 丝罗乡
丝罗乡，是中华人民共和国四川省达州市万源市曾经下辖的一个乡。2020年6月，撤销丝罗乡，将原丝罗乡所属行政区域划归黄钟镇管辖。

## 行政区划
丝罗乡撤销前下辖以下地区：
五红社区、白果树村、陈家河村、木马寺村、邓徐坝村和郑家坪村。